# Naouirou Ahamada
Naouirou Ahamada (Marsella, 29 de marzo de 2002) es un futbolista francés. Juega de centrocampista y su equipo es el Crystal Palace F. C. de la Premier League inglesa.

## Trayectoria
Formado en las inferiores del F. C. Istres y la Juventus de Turín, en octubre de 2020 fue cedido al VfB Stuttgart alemán. En julio de 2021 firmó con el club de Stuttgart permanentemente.
El 31 de enero de 2023 fichó por el Crystal Palace de la Premier League inglesa por £9.7 millones. Debutó en la competición el 4 de febrero ante el Manchester United. Jugó otros treinta partidos antes de ser cedido al Stade Rennes F. C. en agosto de 2024.

## Selección nacional
Nacido en Francia, es descendiente comorense y malgache. Fue internacional en categorías inferiores por Francia.

## Estadísticas
Actualizado al último partido disputado el 16 de febrero de 2025.
| Club                            | Div.          | Temporada     | Liga  | Liga  | Copas nacionales | Copas nacionales | Copas internacionales | Copas internacionales | Total | Total |
| Club                            | Div.          | Temporada     | Part. | Goles | Part.            | Goles            | Part.                 | Goles                 | Part. | Goles |
| ------------------------------- | ------------- | ------------- | ----- | ----- | ---------------- | ---------------- | --------------------- | --------------------- | ----- | ----- |
| Juventus F. C. U23 · Italia     | 3.ª           | 2019-20       | 2     | 0     | —                | —                | —                     | —                     | 2     | 0     |
| Juventus F. C. U23 · Italia     | Total club    | Total club    | 2     | 0     | 0                | 0                | 0                     | 0                     | 2     | 0     |
| VfB Stuttgart · Alemania        | 1.ª           | 2020-21       | 6     | 0     | 0                | 0                | —                     | —                     | 6     | 0     |
| VfB Stuttgart II · Alemania     | 4.ª           | 2020-21       | 6     | 0     | —                | —                | —                     | —                     | 6     | 0     |
| VfB Stuttgart II · Alemania     | 4.ª           | 2021-22       | 3     | 0     | —                | —                | —                     | —                     | 3     | 0     |
| VfB Stuttgart II · Alemania     | Total club    | Total club    | 9     | 0     | 0                | 0                | 0                     | 0                     | 9     | 0     |
| VfB Stuttgart · Alemania        | 1.ª           | 2021-22       | 3     | 0     | 1                | 0                | —                     | —                     | 4     | 0     |
| VfB Stuttgart · Alemania        | 1.ª           | 2022-23       | 17    | 2     | 1                | 0                | —                     | —                     | 18    | 2     |
| VfB Stuttgart · Alemania        | Total club    | Total club    | 26    | 2     | 2                | 0                | 0                     | 0                     | 28    | 2     |
| Crystal Palace F. C. Inglaterra | 1.ª           | 2022-23       | 8     | 0     | 0                | 0                | —                     | —                     | 8     | 0     |
| Crystal Palace F. C. Inglaterra | 1.ª           | 2023-24       | 20    | 0     | 3                | 0                | —                     | —                     | 23    | 0     |
| Crystal Palace F. C. Inglaterra | Total club    | Total club    | 28    | 0     | 3                | 0                | 0                     | 0                     | 31    | 0     |
| Stade Rennes F. C. II Francia   | 5.ª           | 2024-25       | 1     | 0     | —                | —                | —                     | —                     | 1     | 0     |
| Stade Rennes F. C. II Francia   | Total club    | Total club    | 1     | 0     | 0                | 0                | 0                     | 0                     | 1     | 0     |
| Stade Rennes F. C. Francia      | 1.ª           | 2024-25       | 3     | 0     | 2                | 0                | —                     | —                     | 5     | 0     |
| Stade Rennes F. C. Francia      | Total club    | Total club    | 3     | 0     | 2                | 0                | 0                     | 0                     | 5     | 0     |
| Total carrera                   | Total carrera | Total carrera | 69    | 2     | 7                | 0                | 0                     | 0                     | 76    | 2     |

## Palmarés

### Títulos nacionales
| Título               | Club               | País   | Año     |
| -------------------- | ------------------ | ------ | ------- |
| Coppa Italia Serie C | Juventus F. C. U23 | Italia | 2019-20 |